# Иловка (Смоленская область)
Иловка— деревня в Смоленской области России, в Смоленском районе. Население — 62 жителя (2007 год). Расположена в западной части области в 15 км к северу от г. Смоленска, в 3 км западнее автодороги Смоленск — Холм — Демидов.
Входит в состав Стабенского сельского поселения.

## История
До 1918 года было владельческим селом и носило два названия: Иловка и Владимирское. Принадлежало дворянам Олениным. В 1760-х годах Иваном Михайловичем Олениным была построена усадьба. Женат он был на Анастасии Ивановне Повало-Швейковской (родная тётка декабриста Ивана Повало-Швейковского). Сестра Ивана Михайловича Анастасия Ивановна Каховская была матерью другого декабриста Петра Каховского. В 1780 году в селе была построена каменная церковь Владимирской Иконы Божией Матери. После смерти Ивана Михайловича усадьба перешла во владение сыновьям Евгению и Владимиру. Евгений Иванович был генерал-майором, участвовал в Бородинской битве. Его портрет помещён в военной галерее 1812 года в Эрмитаже. Умер Евгений Иванович в 1827 году и усадьба перешла к его брату Владимиру тоже известному генералу, который детей не имел. В 1833 году усадьба перешла во владение гвардии штаб-ротмистру М. Е. Криштофовичу.
В селе похоронен военачальник эпохи наполеоновских войн Евгений Оленин.